# Bryocamptus pygmaeus
Bryocamptus pygmaeus är en kräftdjursart som först beskrevs av Georg Ossian Sars 1862.  Bryocamptus pygmaeus ingår i släktet Bryocamptus och familjen Canthocamptidae. Inga underarter finns listade i Catalogue of Life.